# Roberto I da Normandia
Roberto I de Normandia, também conhecido como Roberto, o Liberal, Roberto, o Diabo, e Roberto, o Magnífico (1010 - 22 de julho de 1035), foi duque de Normandia de agosto de 1027 até sua morte em 1035.

## Biografia
Apesar de ter sido o segundo filho de Ricardo II da Normandia, chegou ao senhorio do ducado ao suceder o ser irmão, Ricardo III da Normandia, que morreu prematuramente de uma forma tida como misteriosa, tendo Roberto I sido acusado várias vezes da morte do irmão. Foi um apoiante feudal do rei Henrique I de França, contra os irmãos do rei que se haviam revoltado contra a coroa, tendo recebido pelo serviço prestado o território de Vexin.
Foi interveniente nos assuntos da Flandres e apoiou o seu primo Eduardo, o Confessor auxiliando na corte ducal a eventual submissão da Inglaterra ao rei dinamarquês Sueno I da Dinamarca. Chegou mesmo a pensar a intervir militarmente em Inglaterra. No campo da religião comandou a reforma monástica do Ducado Normando.
Durante 1034, durante uma grande fome por quase todo o Ocidente, decidiu partir em peregrinação a Jerusalém deixando nomeado como sucessor o seu único filho varão, o considerado ilegitimo Guilherme, o Bastardo, sob tutela de Alano III da Bretanha. Partiu em fevereiro de 1035 tendo morrido no caminho de regresso em Niceia, no dia 3 de julho de 1035. A sua morte precoce lançou o ducado numa onda de problemas e numa anarquia em larga escala levada pela disputa da herança do ducado. Estes problemas só foram resolvidos anos mais tarde com a Batalha de Val-ès-Dunes.

## Relações familiares
Foi o segundo filho de Ricardo II da Normandia, Duque da Normandia (970 - 28 de Agosto de 1027 e de Judite da Bretanha (950 - ?). Casou com Arlete de Falaise (1011 - 1062), filha de Fulberto de Falaise e de Doue ou Doda, de quem teve:
1. Adelaide da Normandia (1029 -?) casou com Enguerrand II de Ponthieu (c. 1029 - 1053).
2. Guilherme I de Inglaterra (1028 - 9 de setembro de 1087) , Duque da Normandia de 1035 a 1087 e Rei de Inglaterra de 1066 a 1087. Foi casado com Matilde de Flandres (1030 - 2 de novembro de 1083), filha de Balduíno V da Flandres (1012 - 1 de setembro de 1067),[5] conde de Flandres, e de Adelaide de França (1009 - 1079), condessa de Corbie, filha do rei Roberto II de França,[6] e neta de Hugo Capeto, isto apesar da oposição do Papa Leão IX devido ao grau de parentesco que havia entre eles.